# 322国道
322国道（或“国道322线”、“G322线”）是在中国的一条国道，起点为浙江瑞安，终点为广西凭祥友谊关。
这条国道经过浙江、福建、江西、湖南和广西5个省份。在国家公路网规划（2013年－2030年）中起点由衡阳调整为瑞安。